# Star Screen Award/Bestes Regiedebüt
Der Star Screen Award Best Director Debut ist eine Kategorie des indischen Filmpreises Star Screen Award.
Der Star Screen Award Best Director Debut wird von einer angesehenen Jury der Bollywoodfilmindustrie gewählt. Die Gewinner werden jedes Jahr im Januar bekanntgegeben. 
Liste der Gewinner:
| Jahr | Film                  | Regisseur             |
| ---- | --------------------- | --------------------- |
| 1995 | kein Preis            | kein Preis            |
| 1996 | kein Preis            | kein Preis            |
| 1997 | Khamoshi: The Musical | Sanjay Leela Bhansali |
| 1998 | kein Preis            | kein Preis            |
| 1999 | Dushman               | Tanuja Chandra        |
| 2000 | Sarfarosh             | John Mathew Matthan   |
| 2001 | kein Preis            | kein Preis            |
| 2002 | kein Preis            | kein Preis            |
| 2003 | kein Preis            | kein Preis            |
| 2004 | kein Preis            | kein Preis            |
| 2005 | Main Hoon Na          | Farah Khan            |
| 2006 | Parineeta             | Pradeep Sarkar        |
| 2007 | Pyaar Ke Side Effects | Saket Chaudhary       |
| 2008 | Taare Zameen Par      | Aamir Khan            |